# Казначейський білет зі складними відсотками

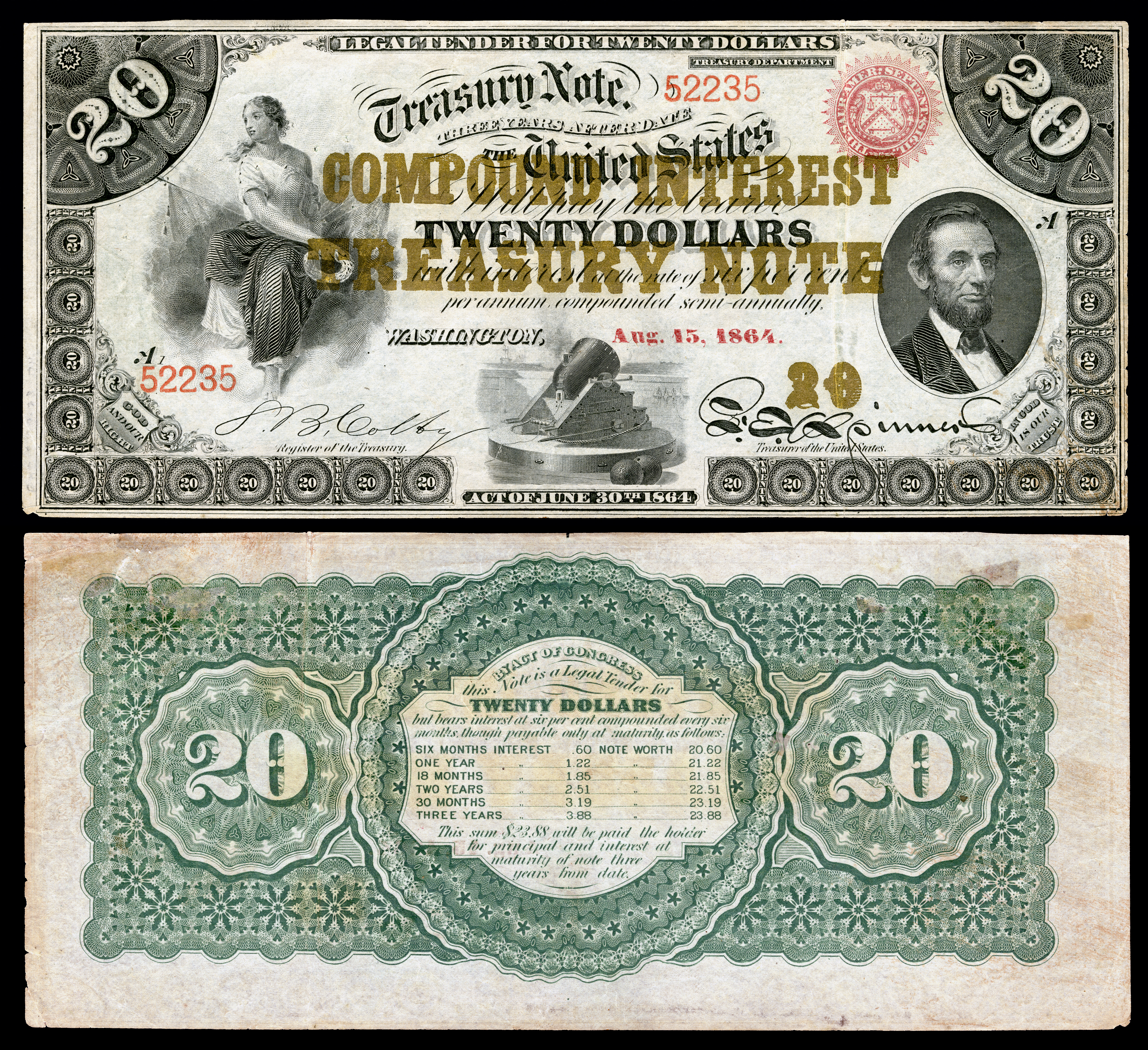
Дворічний казначейський білет зі складними відсотками номіналом $20, випущений в 1864 році

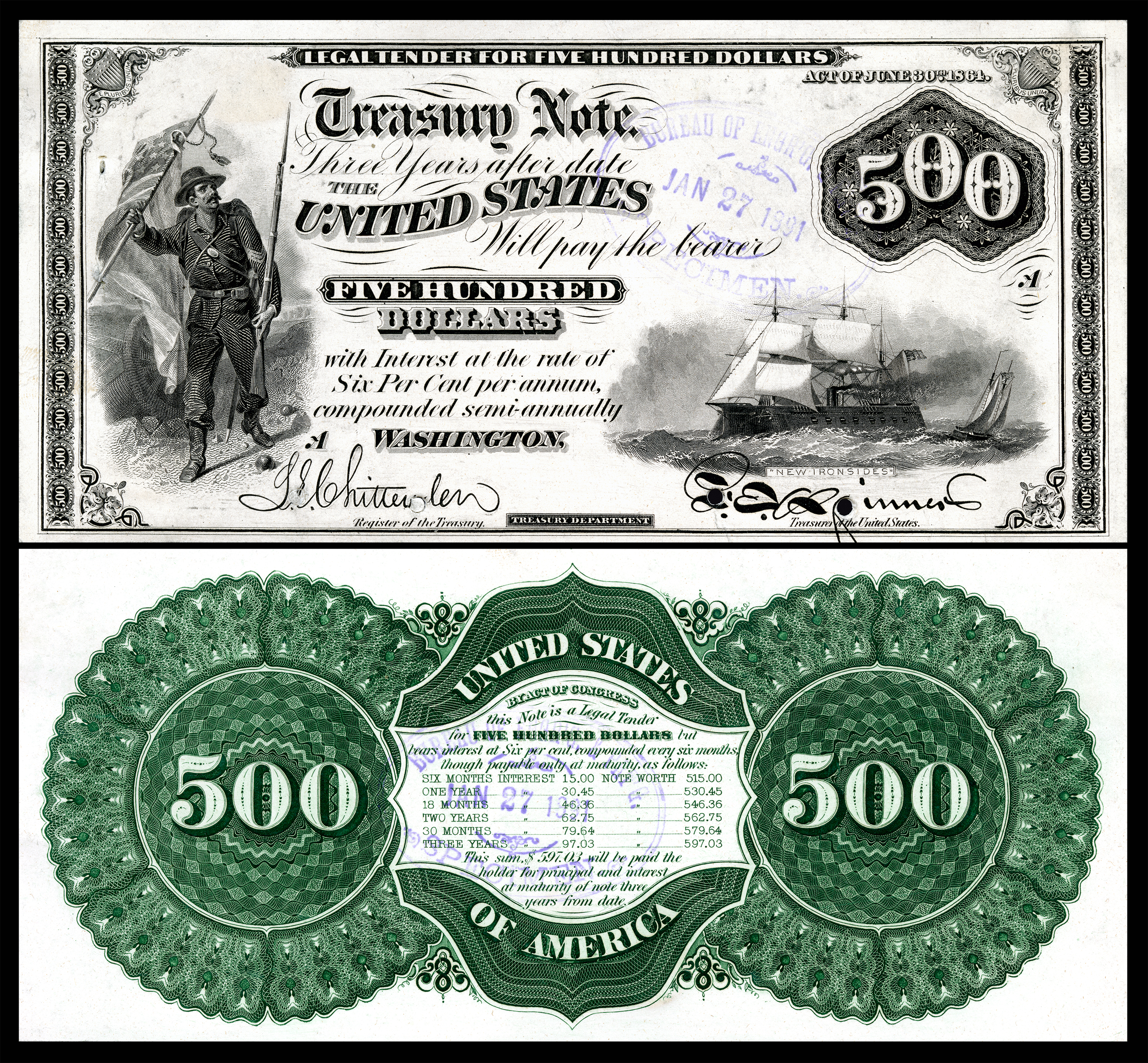
Пробний відбиток трирічного казначейського білета зі складними відсотками номіналом $500, випущеного в 1865 році

Казначе́йський біле́т зі складни́ми відсо́тками (англ. Compound Interest Treasury Note) — особливий тип цінних паперів, випущених Казначейством США в 1863 і 1864 роках.
Будучи по суті борговим зобов'язанням, емітованим в розпал Громадянської війни для покриття бюджетного дефіциту, цей казначейський білет також був законним платіжним засобом, де-факто, одним з видів паперових грошей, що перебували у вільному обігу. Був випущений у кількох номіналах — $10, $20, $50, $100, $500 та $1000. Вони припускали нарахування відсоткового прибутку у розмірі 6 % річних, з перерахунком раз на пів року. Встановлений казначейством термін погашення — три роки.
Через відсутність ефективної інвестиційно-банківської діяльності внаслідок бойових дій ці цінні папери дозволяли уряду розподіляти боргові зобов'язання кредиторам безпосередньо у вигляді законних платіжних засобів, покладаючись на те, що зацікавлені сторони виведуть їх з вільного обігу з метою отримання відсотка після настання строку платежу. Таким чином, емісія казначейських білетів зі складними відсотками не відбивалася на грошовій інфляції так, як це відбувалося з випуском білетів Сполучених Штатів.
Для інвесторів того часу було звичною справою отримувати підсумковий відсоток за піврічними платіжними купонами. Випуск цього типу цінних паперів був інноваційним, оскільки підсумковий відсоток виплачувався лише в день погашення, проте існувала можливість отримати певну суму грошей за складними відсотками, які підвищувалися раз в пів року. На звороті кожного білета була відтиснута інформація про те, скільки й коли власник білета міг би отримати.